# Station Gałązczyce
Station Gałązczyce is een spoorwegstation in de Poolse plaats Gałązczyce.